# Escacena del Campo
Escacena del Campo er en by og kommune i det sydvestlige Spanien i provinsen Huelva. Den har et indbyggertal på 2.318 (2024) indbyggere.